# Terrorisme nationaliste
 (décembre 2024).
Le terrorisme nationaliste est lié à un groupe national, ethnique, religieux ou autre, et au sentiment parmi les membres de ce groupe d'être opprimés ou privés de leurs droits, en particulier des droits accordés aux autres.
Comme pour le concept de terrorisme lui-même, le terme « terrorisme ultranationaliste » et son application sont des questions très controversées. Ce qui constitue un régime illégitime et quels types de violence et de guerre sont acceptables contre un tel État sont des sujets de débat. Les groupes décrits par certains comme des « terroristes ultranationalistes » ont tendance à se considérer comme des « combattants de la liberté », engagés dans une guerre valable mais asymétrique .
Un autre terrorisme ultranationaliste peut inclure la violence contre les immigrants dans un pays. Dans de nombreux pays, les ultranationalistes considèrent l’immigration comme une menace pour la prospérité de la population locale ou autochtone du pays.
Qualifier un groupe de « terrorisme nationaliste » n’empêche pas qu’il soit décrit en d’autres termes :
- Le terrorisme nationaliste peut se superposer au terrorisme à motivation religieuse, de sorte que les groupes militants/terroristes nationalistes palestiniens sont aussi parfois islamiques (Hamas, Jihad islamique palestinien), et les groupes sionistes sont aussi parfois juifs (Kach et Kahane Chai, Gush Emunim Underground).

- Le terrorisme nationaliste peut également être identifié à la gauche politique (par exemple, le Front démocratique de libération de la Palestine, l'ETA, Sentier lumineux, FMLN) ou à la droite politique (Sombra Negra, les Oustachis, Tchetniks etc...).

## Liste de groupes
Les groupes nationalistes suivants sont considérés dans certains milieux comme terroristes, mais ces affirmations font débat :
- Armée des hommes de la Naqshbandiyya[1] : nationaliste irakienne, saddamiste, soufie, antiaméricaine et anti-iranienne.
- ASALA[2] : nationaliste arménienne de gauche anti-turque et antisioniste.
- EOKA : nationalistes grecs chypriotes et irrédentistes.
- ETA : nationaliste basque, marxiste-léniniste.
- Front de libération du Québec[3] : nationaliste québécois séparatiste de gauche socialiste.
- Front de libération nationale corse : nationaliste corse, séparatiste, politiquement attrape-tout.
- Groupe d'action carliste : Gauche nationaliste, monarchiste et socialiste autogestionnaire.
- Hamas : Islamonationaliste palestinien issu des Frères musulmans.
- Irgoun : sioniste révisionniste.
- Loups gris[4] : Extrême droite, nationaliste turc, panturquiste.
- PKK : nationaliste kurde d'extrême gauche.

## Bibliograpie
- [vidéo] « La haine blanche », Dirk Laabs, 2024, Sur Arte.